# Hågår Station
Hågår Station (Hågår stoppested) var en jernbanestation på Gjøvikbanen, der lå i Vestre Toten kommune i Norge.
Stationen åbnede 23. december 1901 under navnet Hagerbakken, men den skiftede navn til Haagaar i 1903 og til Hågår i april 1921. Oprindeligt havde den status af trinbræt, men den blev opgraderet til holdeplads i 1904. Den blev atter nedgraderet til trinbræt 1. april 1967, og 28. maj 1989 blev den nedlagt.
Stedets bygningshistorie er uklar, men der var postkontor i Hågår fra 1906 til 1970'erne. Sidesporet er overgroet, og krydsning er ikke længere muligt. En læsserampe vest for sporet er også overgroet.